# Schnellboot
Ein Schnellboot ist ein kleines Kriegsschiff, das von Verbrennungsmotoren (Diesel- oder Ottomotoren) oder Gasturbinen angetrieben wird und hohe Geschwindigkeiten von zum Teil über 50 Knoten (kn) (über 90 km/h) erreichen kann. Ursprünglich waren Schnellboote mit Torpedos bewaffnet. Heutige Schnellboote sind mit Seezielflugkörpern als Hauptbewaffnung ausgerüstet.

## Geschichte bis 1945
Die Entwicklung des Schnellbootes geht auf die Zeit des Ersten Weltkriegs zurück, als Großbritannien, Italien und Deutschland jeweils kleine bewaffnete Boote entwickelten, die von Verbrennungsmotoren angetrieben wurden.

### Großbritannien

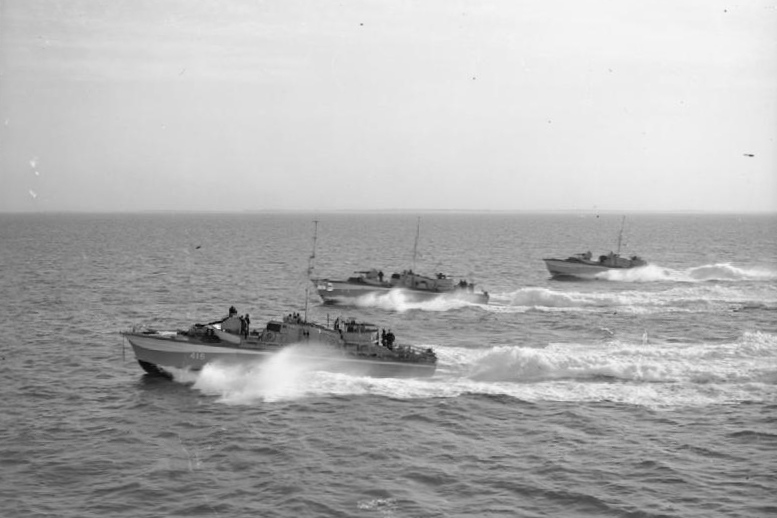
MTB kehren von einer Schnellbootabwehrpatrouille zum Schutz der Invasionskräfte zurück, 1944

Schon vor dem Ersten Weltkrieg entwickelte die Royal Navy kleine Boote, die als Beiboote von Kreuzern zum Einsatzort an die Küste gebracht werden sollten. Während des Krieges sollten diese durch ihren geringen Tiefgang die Minenfelder vor der deutschen Küste überfahren können. Zunächst meist noch ohne Torpedobewaffnung, wurden sie als CMB (Coastal Motor Boats) bezeichnet. Noch während des Ersten Weltkrieges wuchsen sie auf Größen um 17 t Verdrängung mit Torpedobewaffnung an. Diese Boote operierten schon selbstständig zur Überwachung der Küste. Die kleineren CMB von unter 10 t Verdrängung trugen dabei einen einzelnen Torpedo, die Größeren zwei Torpedos in einer Rinne im Achterschiff, die von dort einfach rückwärts ins Wasser glitten, und hatten sonst höchstens ein oder zwei MG zur Bewaffnung.
Im Zweiten Weltkrieg setzte die Royal Navy unterschiedliche Boote ein. Die Spannbreite ging dabei von einigen Booten, die etwa den größeren CMB des Ersten Weltkrieges entsprachen, bis zu für Schnellboote sehr langsamen Einheiten (unter 30 kn) mit fast 100 t Verdrängung. Überwiegend waren es jedoch kleine Gleitboote von 40 bis 50 t Verdrängung, die unter den Bedingungen der Nordsee und des Atlantiks auch wetterbedingt nur eingeschränkt einsetzbar waren. Sie wurden mit Ottomotoren angetrieben, was wegen des hohen Treibstoffverbrauches die Reichweite beschränkte. Außerdem gerieten die Boote bei Feuergefechten mit deutschen Booten leichter in Brand. Sie waren von geringem offensiven Nutzen und vor allem damit beschäftigt, die deutschen Schnellboote zu bekämpfen. Im Gegensatz zu ihren deutschen Kontrahenten waren sie, sobald verfügbar, auch mit Sonar und Radar ausgestattet.
Die Royal Navy setzte bei ihren Schnellbooten überwiegend auf eine Spezialisierung der Bewaffnung. Die MTB (Motortorpedoboote) waren meistens mit zwei Torpedorohren, MGs und im Verlauf des Krieges auch mit ein bis zwei Maschinenkanonen sowie Wasserbomben ausgerüstet. Die MGB (Motorkanonenboote) trugen keine Torpedos, dafür mehr Maschinenwaffen und Geschütze bis zu einem Kaliber von 7,5 cm. Diese beiden Varianten sollten sich im Gefecht mit ihren jeweiligen Stärken ergänzen.
Nach dem Krieg wurden auch Boote mit leistungsfähigen Dieselmotoren wie den Napier Deltic oder mit Gasturbinen (z. B. Vosper-Klasse) ausgerüstet. Einige solcher Boote wurden auch an die Vereinigten Staaten, Norwegen und andere verbündete Marinen geliefert. Nach 1958 beschaffte die Royal Navy keine neuen Schnellboote mehr.

### Italien
Die Entwicklung der in Italien als MAS bezeichneten Boote begann schon vor dem Ersten Weltkrieg.
Die Abkürzung stand ursprünglich für „Motobarca Armata SVAN“ (Bewaffnetes Motorschiff SVAN), wobei S.V.A.N. eine italienische Werft war (Società Veneziana Automobili Nautiche), wurde später aber als Akronym für „Motoscafo anti sommergibile“ (Anti-U-Boot-Motorboot) aufgefasst. Zunächst sah man ebenfalls die Hauptaufgabe der MAS in der U-Boot-Abwehr, und die Bewaffnung bestand dementsprechend aus Kanonen. Die Boote wurden aber bald auch mit Torpedos ausgestattet, dann stand MAS auch für: „Motoscafo Armato Silurante“ (bewaffnetes torpedierendes Motorboot). Mit einem Boot dieses Typs gelang der italienischen Marine 1918 ein spektakulärer Erfolg, als MAS 15 das österreichisch-ungarische Schlachtschiff Szent István versenkte.

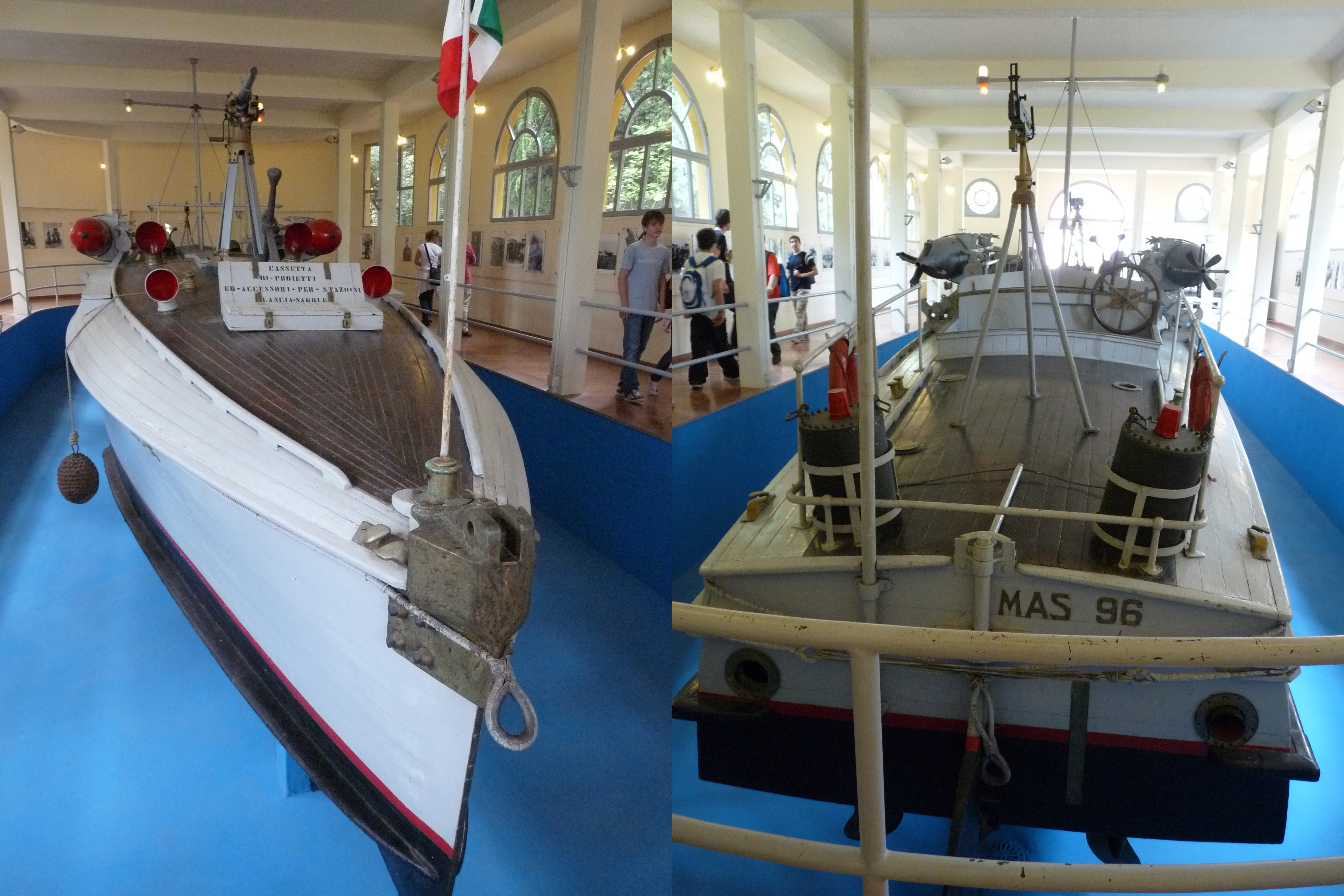
MAS 96, das beim Angriff auf den k.u.k. Marinestützpunkt Bakar 1918 zum Einsatz kam

Die Typenvielfalt der italienischen Schnellboote ist gewaltig. Praktisch jede Werft brachte eigene Entwürfe in Kleinserien heraus (zum Teil auch nur einzelne Boote). In Bewaffnung und Leistungen bietet sich ein verwirrendes Bild, auch weil die Boote zum Teil erheblich umgerüstet und neuklassifiziert wurden.
Die ersten Boote waren dabei so klein, dass ihre Seegängigkeit sehr eingeschränkt war und sie die untere Grenze darstellen für Boote, die noch wirkungsvolle Waffen tragen konnten. Sie waren nur gut 16 m lang, knapp 2,5 m breit und hatten ein Gesamtgewicht von um 14 t. Die Bewaffnung bestand entweder aus zwei Torpedos (ohne Rohre) und Maschinengewehren, oder aus ein bis zwei leichten Geschützen (bis zu 7,6 cm). Zum Legen von Minen umgerüstet konnten sie bis zu vier Minen auslegen. Der Antrieb erfolgte zunächst mit Ottomotoren von 400 bis 500 PS, mit denen Geschwindigkeiten von 17 bis 27 Knoten erreicht wurden.
Beeinflusst von englischen Konstruktionen wuchsen die Boote gegen Ende des Ersten Weltkriegs an und erreichten bis zum Zweiten Weltkrieg Dimensionen von um 20 m Länge, 4,5 m Breite und knapp 30 t Gewicht. In Anlehnung an deutsche Entwürfe wurden während des Zweiten Weltkrieges auch Boote mit fast 100 t gebaut. Die Fahrleistung stieg auf über 40 Knoten. Dennoch blieben aber auch immer Typen mit wesentlich geringeren Abmessungen in Gebrauch.

### Sowjetunion

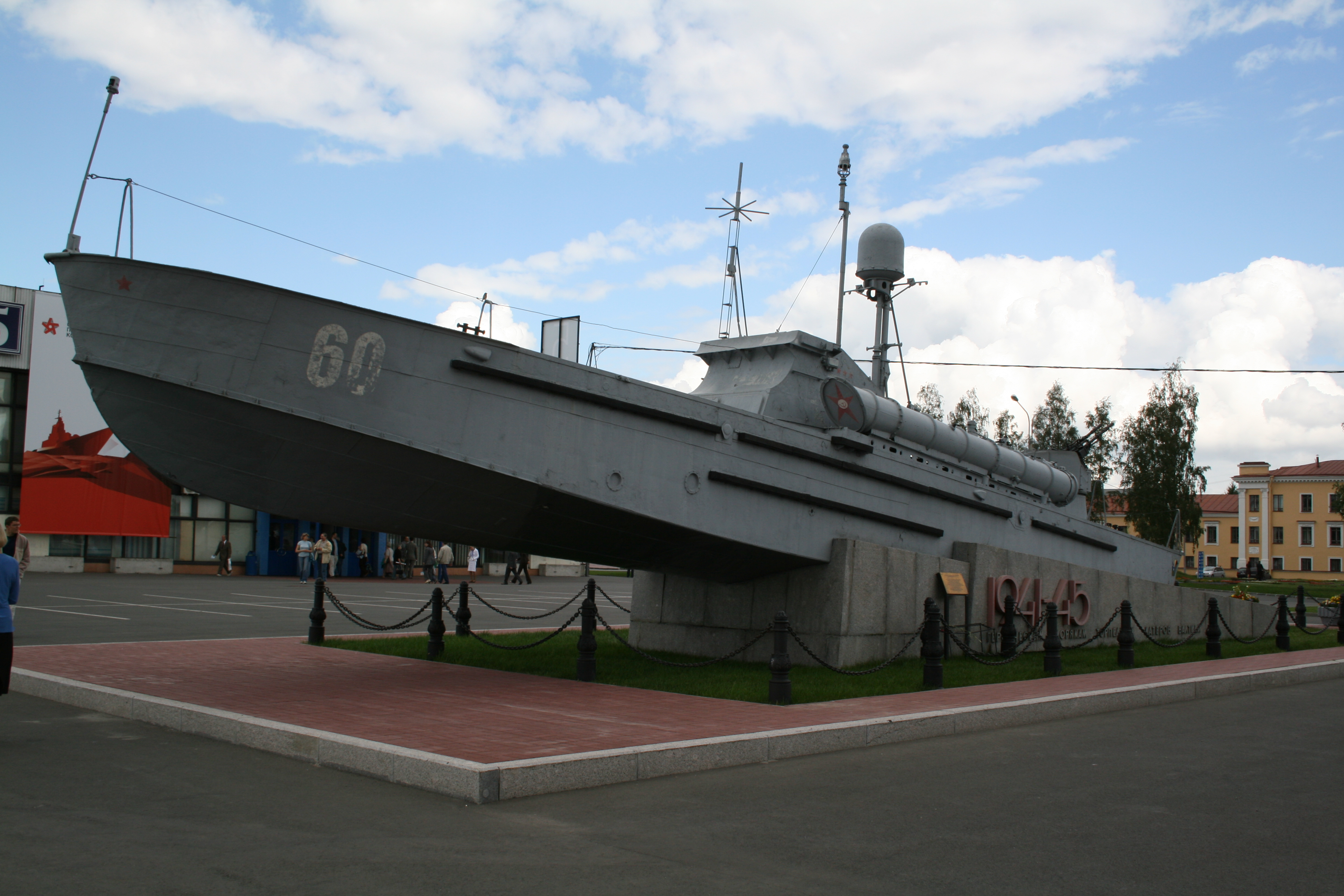
Sowjetisches Schnellboot vom Typ Komsomolez des Zweiten Weltkrieges

Nachdem die Sowjets in den Auseinandersetzungen infolge der Oktoberrevolution Bekanntschaft mit englischen CMBs gemacht hatten, die gegen sie eingesetzt wurden, entwickelten sie schon Mitte der 1920er Jahre eigene Entwürfe. Diese stammten vom Flugzeugkonstrukteur Tupolew und wiesen viele Merkmale aus dem Flugzeugbau auf. Diese Boote bewährten sich allerdings im Zweiten Weltkrieg nicht. Stattdessen erhielt die UdSSR während des Krieges MTB und PT-Boote im Rahmen der Rüstungsunterstützung durch die USA.

### USA

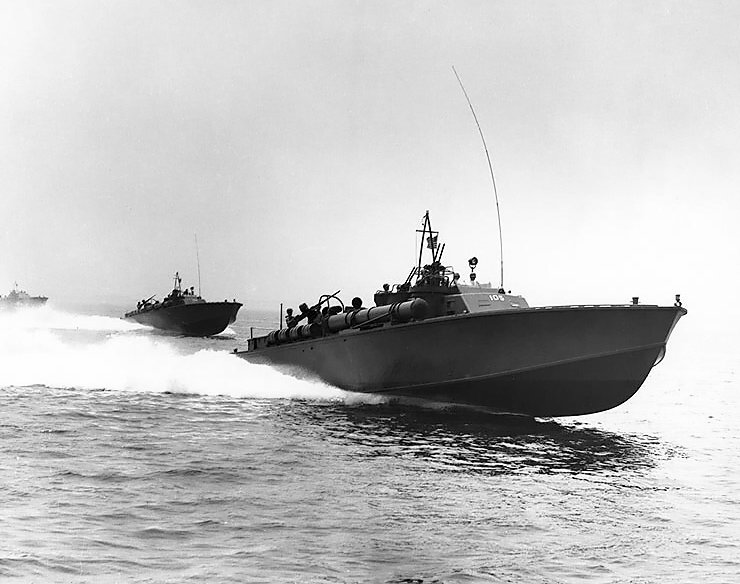
PT-Schnellboot

Die USA entwickelten im Zweiten Weltkrieg Schnellboote, die Patrol Torpedo Boats oder kurz PT-Boats genannt wurden, obwohl die offizielle Bezeichnung auch Motor Torpedo Boats war. Die Boote waren vor allem für den Einsatz im Pazifik als Überwachungskräfte in der vielfach aus Riffen und Atollen bestehenden Inselwelt Polynesiens bestimmt. Die Entwürfe waren stark von britischen MTB beeinflusst, und wie diese und italienische Boote waren sie nur eingeschränkt seegängige Gleitboote.
PT-Boote waren überwiegend mit 12-Zylinder-V-Ottomotoren von Packard ausgestattet und mit vier Torpedorohren sowie verschiedenen Maschinenkanonen und Wasserbomben bewaffnet. Die Bestückung mit Maschinenkanonen variierte sehr stark, zum Teil kamen auch Mehrfachgranatwerfer und Torpedos ohne Rohre zum Einsatz.
Es wurden insgesamt über 700 PT-Boote gebaut und neben dem Pazifik auch im Mittelmeer und Ärmelkanal eingesetzt. Besonders bekannt wurde PT-109, dessen Kommandant der spätere Präsident der USA, John F. Kennedy, war. PT-Boote wurden auch an alliierte Marinen abgegeben.

### Deutschland
Die Entwicklung der deutschen Schnellboote war eng mit der Lürssenwerft in Bremen-Vegesack verbunden. Diese Werft war vor dem Ersten Weltkrieg in Deutschland führend im Bau von Motorsportbooten.
Deutschland experimentierte mit kleinen motorisierten Booten für ganz verschiedene Zwecke. Unterschiedliche Bewaffnungen und Motorisierungen wurden ausgeführt, ab 1916 auch mit leistungsstarken Luftschiff-Motoren. Die deutschen Boote sollten in Flandern britische Monitore angreifen und durch den geringen Tiefgang in der Lage sein, die Netzsperren vor den Monitoren zu überfahren. Boote mit Torpedobewaffnung wurden vom Reichsmarineamt 1916 in Auftrag gegeben und vom selben Jahr bis 1918 als LM 1–LM 28 in Dienst gestellt. Sie waren 7 t groß, mit einem Torpedorohr oder einem 3,7-cm-Geschütz bestückt, und liefen bei 700 PS etwa 30 kn.
In den 1920er Jahren begann man unter zivilem Deckmantel unter der Leitung von Vizeadmiral a. D. Adolf von Trotha mit ersten Versuchen für die Entwicklung neuer Schnellboote unter Verwendung sechs alter und des erst nach dem Krieg fertiggestellten LM-Boots „Luesi 1“. Diese Boote bildeten ab 1926 auf Anordnung von Kapitän z.S. Lohmann eine Versuchsflottille, mit der umfangreiche taktische Versuche und Materialerprobungen durchgeführt wurden. Mit diesem durch den Friedensvertrag von Versailles nicht erfassten Schiffstyp bot sich die Gelegenheit, die Kampfkraft und den Bestand ausgebildeten Personals innerhalb der Restriktionen zu erhöhen. Trotzdem ging die Entwicklung zunächst im Verborgenen vonstatten, weil man Reaktionen der Siegermächte fürchtete.

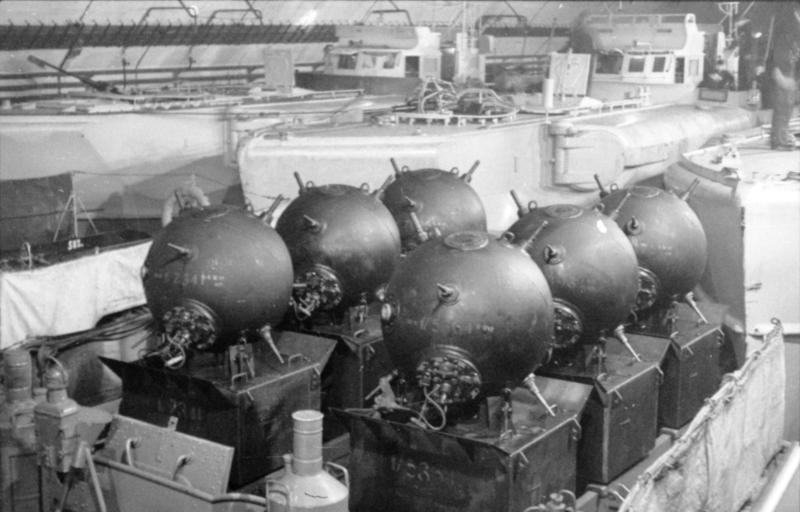
Minenladung eines deutschen Schnellboots

Die Entwicklung des typischen deutschen Schnellbootes des Zweiten Weltkrieges begann 1928, als das Schnellboot S 1, basierend auf dem Plan der schnellen Motorjacht Oheka II, entwickelt wurde. Das Boot wurde 1930 als „UZ (S) 16“ – U-Boot-Zerstörer in Dienst gestellt. Ab 1932 bildete es mit sieben verbliebenen Booten aus dem Ersten Weltkrieg und inzwischen vier neu hinzugekommenen Booten die 1. S-Flottille. Gleichzeitig wurde die offizielle Typbezeichnung „Schnellboot“ eingeführt.
Die neuen Schnellboote wurden von drei Ottomotoren mit zusammen 3000 PS auf drei Schrauben angetrieben und hatten etwa 40 Tonnen (t) Verdrängung, zwei Torpedorohre und liefen circa 37 kn. Der Linienriss des Rumpfes erwies sich als sehr gelungen und wurde bei allen Booten bis zum Ende des Zweiten Weltkrieges beibehalten. Da bei den Ottomotoren aufgrund von Benzindämpfen ein erhöhtes Risiko von Bränden und Explosionen bestand, erhielten die nachfolgenden Bauten erstmals die wesentlich sichereren Dieselmotoren. Ein weiterer Vorteil lag im geringeren Verbrauch der Dieselmotoren. Dieser ermöglicht eine größere Reichweite von bis zu 700 Seemeilen. Zuerst experimentierte man mit 7-Zylinder-Reihenmotoren von MAN und 20-Zylinder-V-Motoren von Daimler-Benz. Da sich letztere als deutlich brauchbarer erwiesen, wurde die Motorenbaureihe MB 501 mit 2000 PS zum Standardmotor für deutsche Schnellboote. Die Höchstgeschwindigkeit mit diesen Motoren lag bei 39 kn. Im Rahmen der Weiterentwicklung zum MB 518 wurden die Motoren durch Aufladung auf eine Leistung von 2500 PS gebracht und damit die Höchstgeschwindigkeit auf 42 kn erhöht. Mit dieser Motorisierung erweiterte sich der Aktionsraum auf die gesamte Nordsee und Ostsee bis hinauf in den Finnischen Meerbusen.

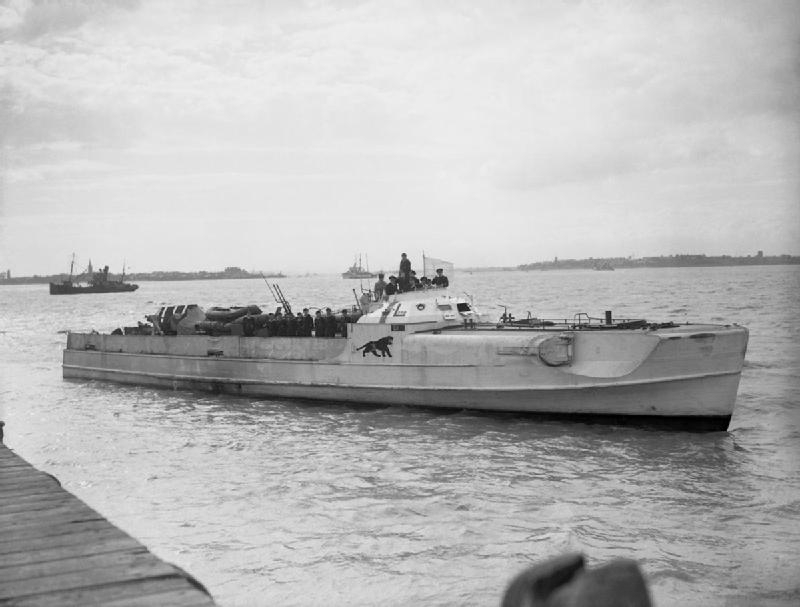
S 204 mit weißer Flagge nach der Übergabe an die britische Marine

Die deutsche Kriegsmarine stellte während des Zweiten Weltkriegs insgesamt 14 Schnellboot-Flottillen auf, die anfangs truppendienstlich dem Führer der Schnellboote unterstanden.
Die deutschen Schnellboote, die im Zweiten Weltkrieg schließlich eine Länge von etwa 35 m und ein Gewicht von 100 t hatten, erhielten (ab S 26) zwei zur Verbesserung der Seefähigkeit in der Back eingebaute Torpedorohre mit charakteristischen Aussparungen für die Klappen der Torpedorohre und (ab S 68) eine Brücke. Dazu kamen mehrere leichte Rohrwaffen verschiedenen Kalibers, deren Anzahl während des Krieges laufend zunahm. Ab der mit S 100 beginnenden Bauserie hatten die Boote eine mit 10 bis 12 Millimeter Wotan-Stahl gepanzerte Kalottenbrücke, um zumindest das Brückenpersonal vor der Waffenwirkung von Tieffliegern zu schützen. Der Rumpf war in Komposit-Bauweise mit Spantengerüst aus einer Aluminiumlegierung und mehrlagiger Holzbeplankung (Diagonalkraweel) gebaut.
Diese Schnellboote, von denen über 200 Exemplare zum Einsatz kamen, griffen vor allem nachts die Küstenschifffahrt um die britischen Inseln an, wurden aber auch über Straßen und auf Binnenwasserstraßen ins Mittelmeer und das Schwarze Meer verlegt.
Die Alliierten nannten die deutschen Schnellboote „E-Boats“, eine Abkürzung für „Enemy-Boats“ (dt.: „Feindboote“). Ab etwa 1943 ging die Hauptlast der Offensive durch Überwasserkräfte auf die Schnellboote über, da die großen Einheiten entweder vernichtet waren oder nicht mehr mit Aussicht auf Erfolg operieren konnten. Entsprechend hoch waren die Verluste der Schnellbootfahrer, obwohl sich die Boote selbst als sehr widerstandsfähig erwiesen.
Ein Schnellboot aus dieser Zeit, das ehemalige S 130, war bis in die 1970er Jahre bei der Bundesmarine zu verschiedenen Zwecken im Einsatz und ist nach vielen Umbauten bis heute erhalten geblieben. S 130 befindet sich heute in England in Privatbesitz, wird jedoch vom „British Military Powerboat Trust“ betreut, der verschiedene historische Militärboote besitzt. Dem Trust fehlen derzeit die Mittel zur Restaurierung, darum ist das Boot derzeit nicht zu besichtigen. Es soll aber in Zukunft in einer Ausstellung gezeigt werden.

## Schnellboote der deutschen Marine (ab 1945)

### Bundesmarine

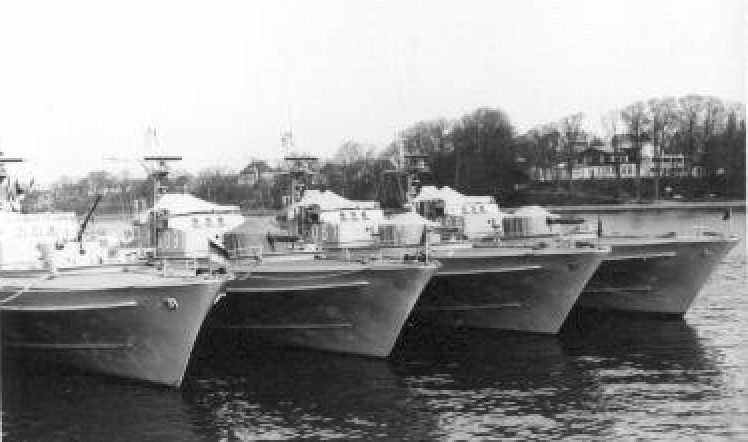
Jaguar-Boote im „Päckchen“

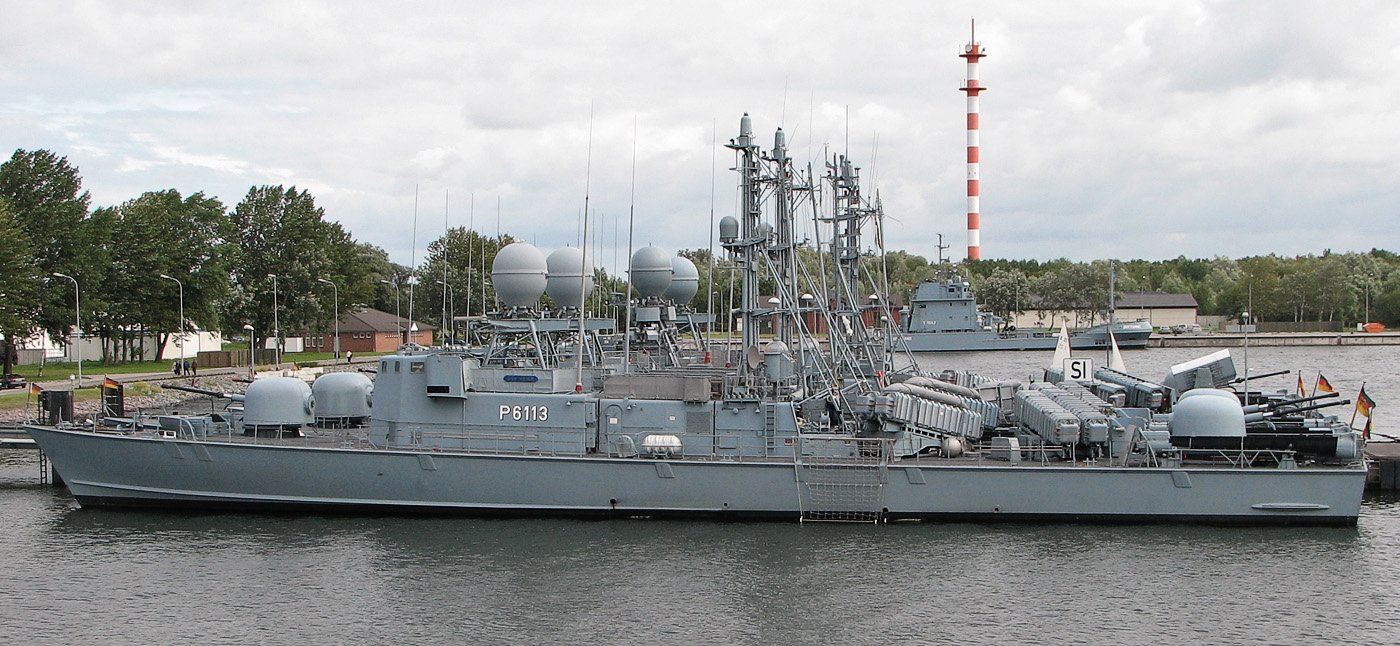
Drei Boote der Klasse 143 und eines der Klasse 143 A im Stützpunkt Hohe Düne

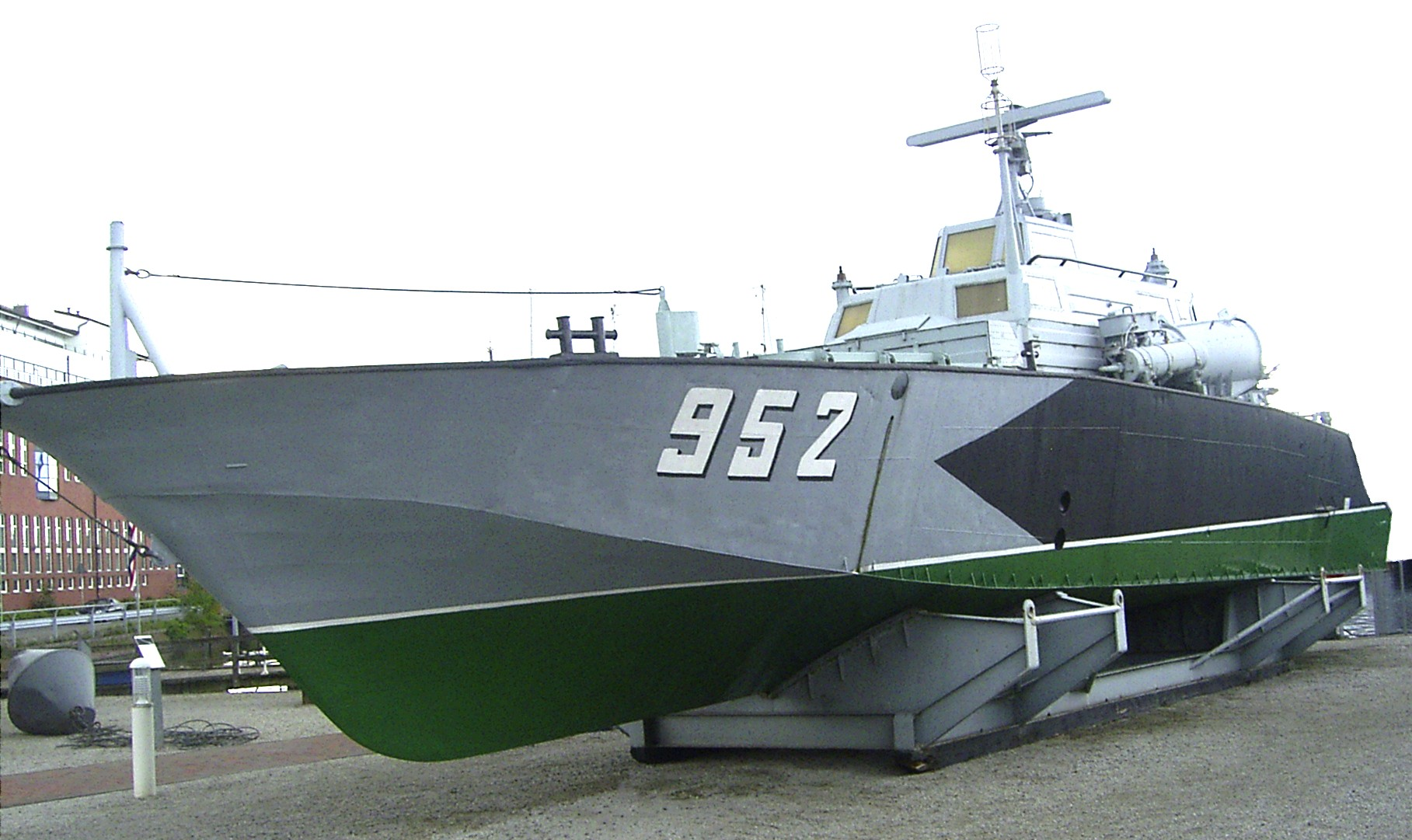
Projekt 131.432 der Volksmarine der DDR

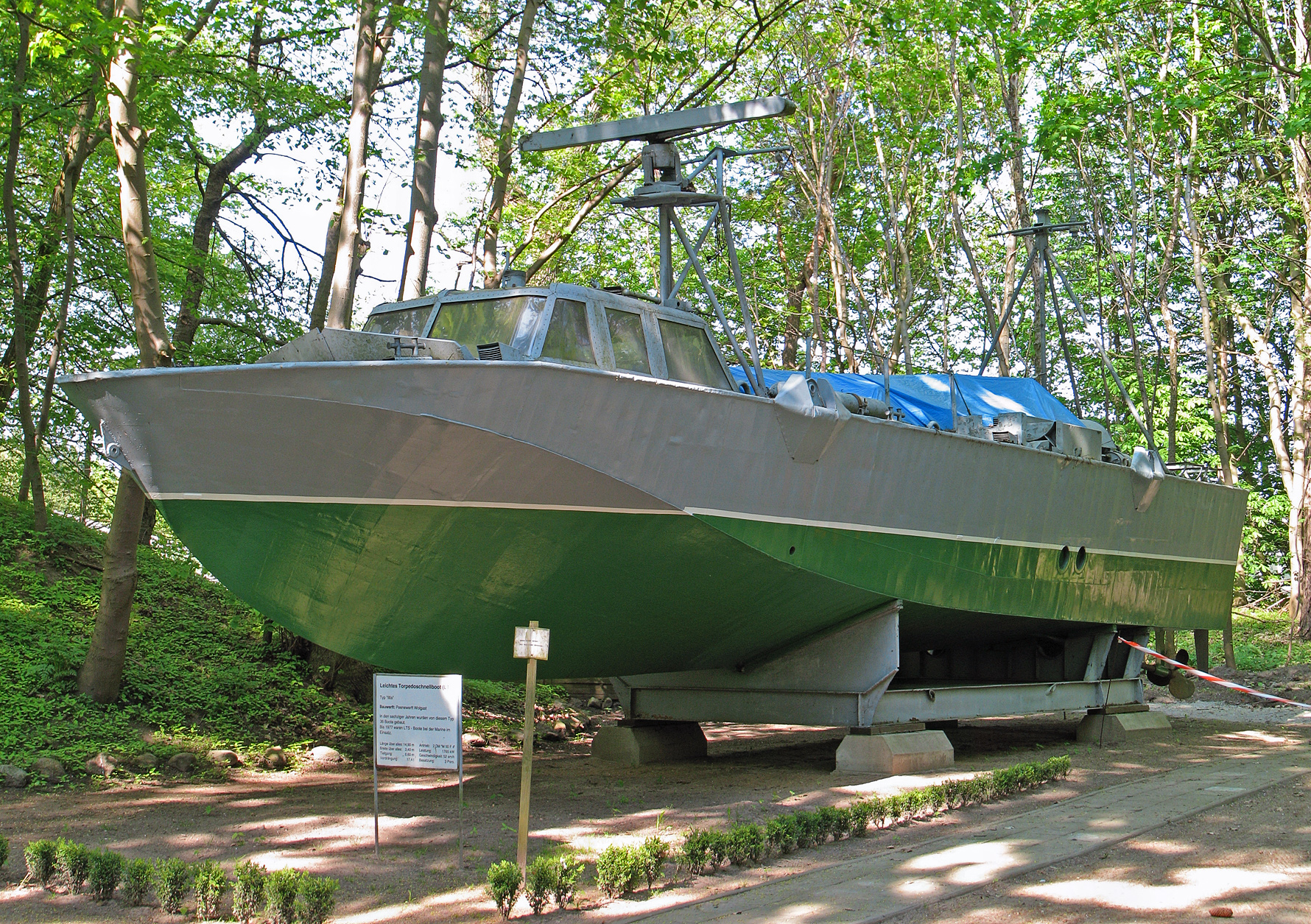
LTS Typ „Iltis“

In der Aufbauphase übernahm die deutsche Bundesmarine noch zwei Schnellboote aus dem Zweiten Weltkrieg und sechs modifizierte Nachbauten der späteren Silbermöwe-Klasse (Klasse 149) vom unter alliierter Aufsicht aufgebauten Bundesgrenzschutz und dem BBFPS. Danach folgten erste Neuentwürfe mit den 30 Booten der Jaguar-Klasse (Klasse 140/141) und 10 Booten der Zobel-Klasse (Klasse 142). Diese Konstruktionen waren noch typische Torpedo-Schnellboote mit vier (zwei an jeder Seite) V-förmig nach vorne zielenden Torpedo-Rohren und zwei Schnellfeuer-Geschützen des Kalibers 40 mm/L70.
Die Schnellbootflottille, in der alle Schnellboote zusammengefasst waren, bestand aus drei bis vier Geschwadern an der Ostsee und zeitweise einem Geschwader an der Nordsee. In der NATO-Strategie waren diese Boote für den Schutz der Ostsee-Zugänge um Dänemark sowie zur Abwehr von Landungsunternehmen vorgesehen.
In den 1970er Jahren war deren Bewaffnung überholt. Die Boote der Zobel-Klasse wurden mit zwei drahtgelenkten Torpedos modernisiert und noch bis Mitte der 1980er Jahre gefahren. Die ältere Jaguar-Klasse wurde ab 1973 nacheinander außer Dienst gestellt und durch die in Frankreich eingekaufte Tiger-Klasse (Klasse 148) ersetzt. Diese Klasse war mit den damals leistungsfähigsten Flugkörpern vom Typ Exocet bewaffnet. Als deutscher Eigenentwurf kamen dann die Flugkörperschnellboote der Albatros- und Gepard-Klasse (Klasse 143/143A) hinzu, die später auch die Boote der Zobel-Klasse ersetzten. Gemeinsam ist all diesen Klassen der Antrieb mit vier Dieselmotoren und vier Festpropellern.

### Volksmarine
Auch die Volksmarine der DDR verfügte über eine große Zahl von Schnellbooten. Sie waren in der 6. Flottille der Volksmarine in Dranske/Bug auf Rügen zusammengefasst.
Die Boote waren zunächst oft sowjetische Modelle, wie zum Beispiel die Raketenschnellboote der Osa-Klasse, später auch Eigenkonstruktionen. Es handelte sich überwiegend um kleine (< 100 t) Gleitboote, die für den Einsatz bei ruhiger See vorgesehen waren und dann sehr hohe Geschwindigkeiten erreichten; die Boote der Iltis-Klasse beispielsweise 52 kn.

### Deutsche Marine
Nachdem sich 1990 die sicherheitspolitische Lage erheblich verändert hatte, und West-Deutschlands Küsten nicht mehr durch den Warschauer Pakt bedroht wurden, verloren die Schnellboote ihre ursprüngliche Verteidigungsaufgabe im Bereich der Ostseezugänge. Die älteren Schnellboote wurden ins Ausland verkauft oder verschrottet (z. B. die Tiger-Klasse). Lediglich zehn Boote der Gepard-Klasse verblieben im Dienst. Diese waren im 7. Schnellboot-Geschwader mit einem Tender der Elbe-Klasse (Klasse 404) zusammengefasst. Das Geschwader war im Marinestützpunkt Warnemünde in Rostock-Hohe Düne stationiert und unterstand der Einsatzflottille 1 in Kiel.
In den vergangenen Jahren wurden die Schnellboote zur Seeraumüberwachung im Rahmen der internationalen Terrorbekämpfung im Golf von Aden und der Straße von Gibraltar eingesetzt. Zwei bis vier deutsche Schnellboote gehörten bis 2016 zum UNIFIL-Verband zur Überwachung der Küste des Libanons.
Am 16. November 2016 endete die Ära der Schnellboote bei der deutschen Marine, als das 7. Schnellbootgeschwader außer Dienst gestellt wurde.

## Andere Staaten nach 1945
Wegen der relativ geringen Kosten und Ansprüche an eine militärische Infrastruktur waren Schnellboote besonders auch für kleine Marinen und Länder mit geringem Militäretat interessant. Schon vor und während des Zweiten Weltkrieges kam es darum zu einer Verbreitung dieses Typs. Nach dem Krieg übernahmen einige Länder, z. B. die Philippinen und Indonesien, Schnellboote der Alliierten. Später exportierte auch die Bundesrepublik Schnellboote in viele Länder, unter anderem nach Schweden, Saudi-Arabien, Indonesien, die Türkei und Argentinien. Zuletzt wurden sechs der ausgemusterten deutschen Schnellboote der Albatros-Klasse an Tunesien verkauft.
Nach Schwierigkeiten mit dem Kriegswaffenkontrollgesetz kam es zu Beginn der 1960er Jahre auch zu einer Zusammenarbeit der deutschen Schnellbootwerft Lürssen mit der „Chantiers des Constructions Mechaniques de Normandie“ in Cherbourg. Daraus ging die La-Combattante-II-Klasse hervor, die in Deutschland als Klasse 148 eingeführt wurde. Diese Klasse war für Frankreich im Export sehr erfolgreich und wurde bis heute fortentwickelt.

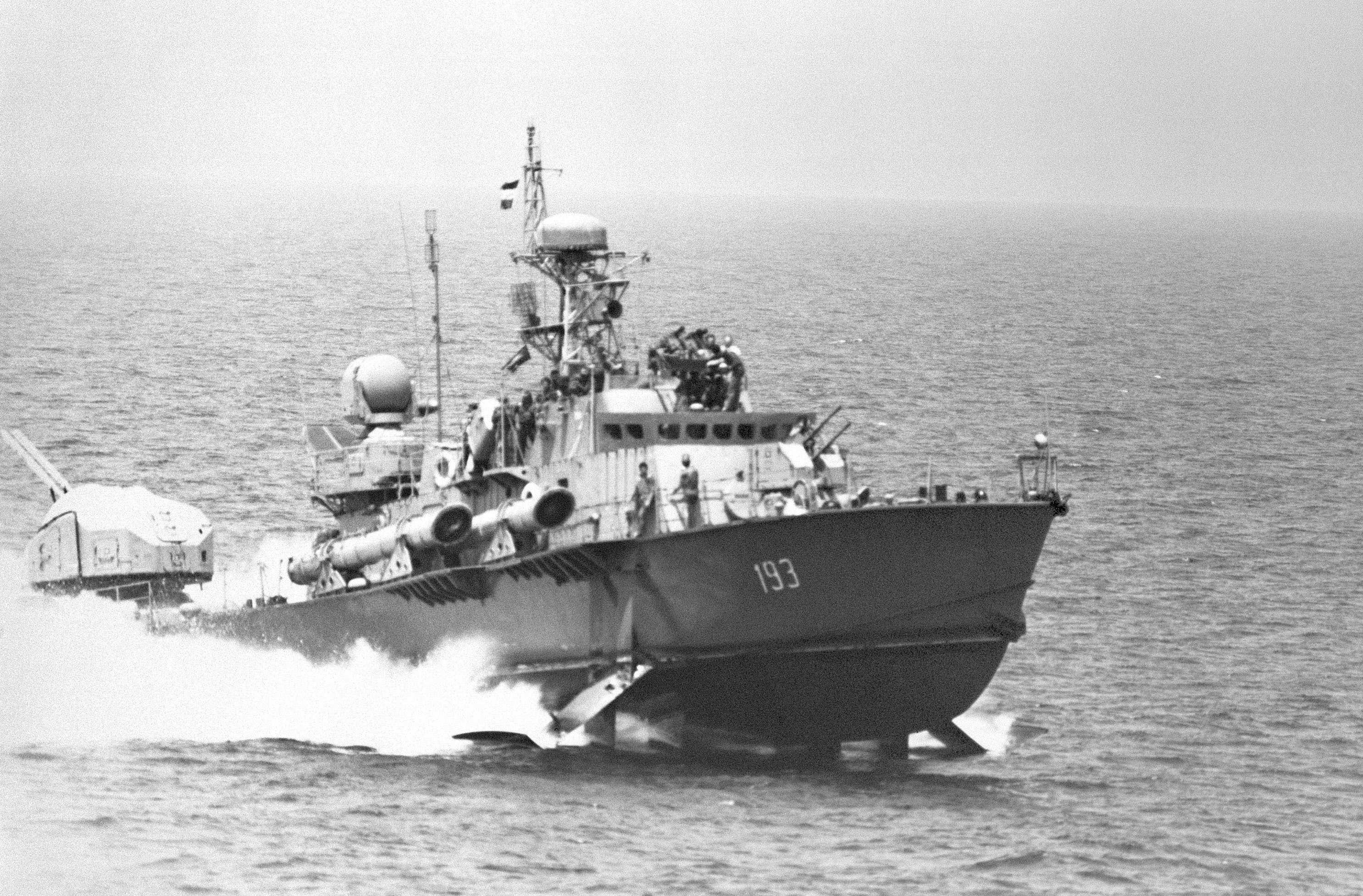
Sowjetisches Tragflügelschnellboot der Turya-Klasse

Die sowjetische Marine baute nach dem Zweiten Weltkrieg die größte Schnellbootflotte der Welt auf. Mit Einführung der ersten Boote mit Seezielflugkörpern (Komar-Klasse) übernahm die UdSSR Ende der 1950er die Technologieführerschaft, was die Offensivkraft der Schnellboote anging. Auch die Defensivausstattung der vielfältigen sowjetischen Boote war mit der Einführung des AK-230-Nahbereichsverteidigungssystems Ende der 1960er Jahre den westlichen Booten lange Zeit voraus. Zu Beginn der 1970er wurden dann mit der Turya-Klasse die ersten und lange Zeit einzigen Tragflügelschnellboote im regulären Flottendienst eingeführt. Allerdings baute die Sowjetunion auch noch bis zur Mitte der 1970er konventionelle Torpedoschnellboote (zum Beispiel die Stenka-Klasse), die aber überwiegend bei den Grenzschutztruppen im Einsatz waren, beziehungsweise an verbündete Staaten abgegeben wurden.
Nach dem Zerfall der Sowjetunion ist ein Großteil der Schnellbootflotte außer Dienst gestellt oder ins Ausland verkauft worden. Boote sowjetischen Designs findet man darum nicht nur in den Marinen des ehemaligen Warschauer Paktes.
Die Volksrepublik China hat heute noch einen großen Bestand an Schnellbooten. Diese sind zum Teil sowjetischer Konstruktion oder denen angelehnt, aber auch zunehmend Eigenentwicklungen.
Die Länder, in denen das Schnellboot-Konzept entwickelt wurde, haben sich heute weitgehend davon abgewandt. In Europa sind noch die skandinavischen Marinen in der Weiterentwicklung von Schnellbooten aktiv, da sich für die zergliederten Küsten mit zum Teil flachen Gewässern solche Boote besonders eignen. Aber auch dort verwischen sich die Grenzen zu Korvetten immer mehr.

## Zukunft
Die Entwicklung kleiner, schneller Kriegsschiffe verläuft zurzeit in zwei verschiedene Richtungen. Zum einen wird an Stelle von Schnellbooten in vielen Marinen der etwas größere, aber auch langsamere Schiffstyp der Korvette wieder eingeführt. Zum anderen sollen die zurzeit in Bau oder in Entwicklung befindlichen Schnellboote noch schneller und außerdem fast nicht zu orten sein.

### Tarnung
Um die neuen Boote möglichst schwer orten zu können, werden sie nach den sogenannten Tarnprinzipien gebaut. Das wichtigste dabei ist, die Radarrückstrahlung zu reduzieren. Dafür müssen alle Außenwände schräg gestellt und speziell beschichtet sein. Auch Raketenstarter, Geschütze, Beiboote etc. müssen entsprechend verkleidet werden. Ein zweiter Punkt ist das Reduzieren der Wärmeabstrahlung, da diese von IR-Sensoren geortet werden kann. Das Hauptproblem sind hierbei die Abgase, die deshalb in einem komplizierten Verfahren mit Luft durchmischt und abgekühlt werden, bevor sie ausgestoßen werden. Teilweise werden sogar ganze Außenwände der Boote mit kaltem Wasser gekühlt.
Der Vorteil dieser vielen teuren Techniken besteht darin, dass die Schiffe schwerer und somit erst spät vom Gegner geortet werden können. Nach der Ortung soll das Schiff für den Gegner nur als sehr kleines Objekt erkennbar sein, deutlich unterhalb der realen Größe. Ein Nachteil besteht darin, dass die Schiffe aufgrund ihrer Technologie verhältnismäßig teuer sind und viele Marinen daher aus Kostengründen eine geringere Anzahl an Booten ordern als von den Vorgängerklassen, was durch die gesteigerte Leistungsfähigkeit der neuen Boote kompensiert werden soll.

### Geschwindigkeitssteigerung

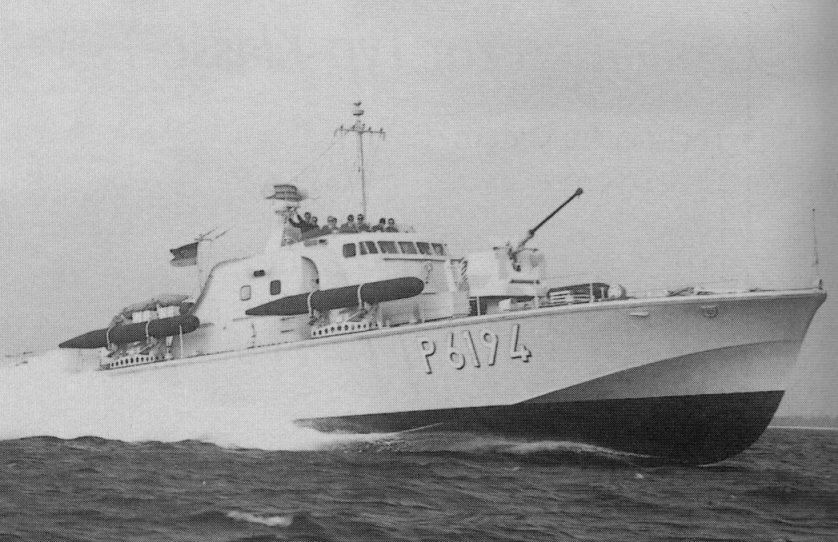
Vosper-Schnellboot Strahl mit Turbinenantrieb der Bundesmarine

Bei Booten, die für Höchstgeschwindigkeit optimiert sind, stellen die Motoren den größten Anteil an der Masse des Fahrzeugs. Lange Zeit war es also vor allem ein Problem, leistungsfähigere Motoren für kleine Boote zu entwickeln. Wegen ihres besseren Leistungs-Gewichtsverhältnisses kommen heute hier insbesondere Gasturbinen zum Einsatz.
Klassischen Verdrängerbooten mit ihrer stabilen Seelage sind aufgrund physikalischer Gesetzmäßigkeiten (Rumpfgeschwindigkeit) in der Höchstgeschwindigkeit Grenzen gesetzt, die auch mit beliebig großer Motorkraft nicht überwunden werden können. Andererseits sind die bisher verwendeten Möglichkeiten, Geschwindigkeiten von deutlich mehr als 40 kn zu erreichen, Gleitboote und Tragflächen- bzw. Tragflügelboote, immer mit einem erheblichen Verlust an Seegängigkeit verbunden.
Darum werden nun spezielle Rumpfdesigns angewandt, die trotz hoher Geschwindigkeit ein relativ stabiles Verhalten bei Seegang ermöglichen sollen.
Hier sind bisher verschiedene Ideen umgesetzt worden:
- Die chinesische Marine hat eine Klasse von Katamaranschnellbooten in Auftrag gegeben, die vermutlich inzwischen auch in Dienst ist. Dabei verfügt das Boot anstelle eines konventionellen Rumpfes über zwei kleine sehr schmale Rümpfe, wodurch der Wasserwiderstand massiv reduziert wird.

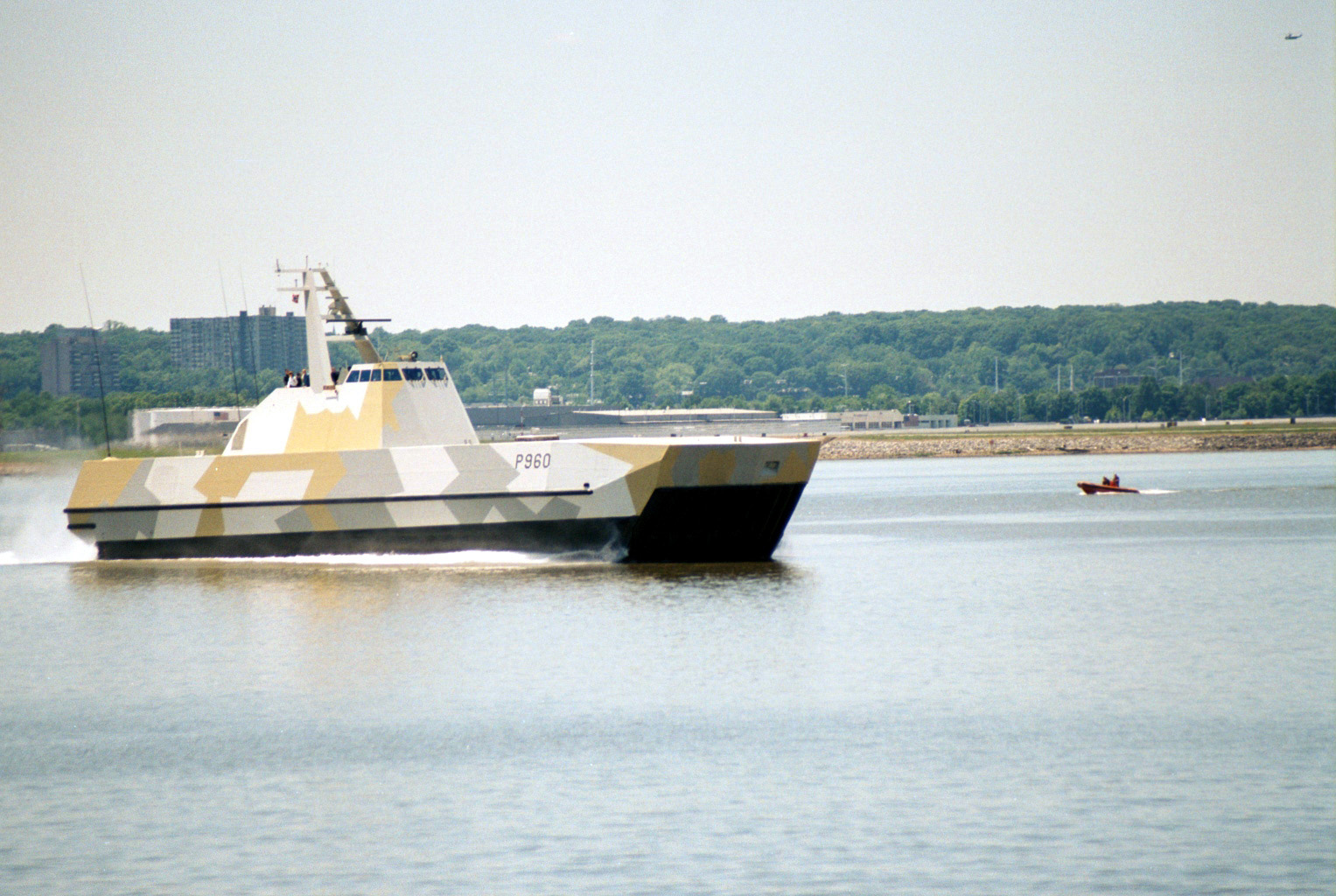
Norwegische Skjold in Fahrt

- Die norwegische Marine hat die aus sechs Einheiten bestehende Skjold-Klasse bis 2009 in Dienst gestellt. Die Boote haben ein sogenanntes „SES-Design“, eine Mischung aus Katamaran und Luftkissenboot. Links und rechts befinden sich je zwei sehr schmale Rümpfe (wesentlich schmaler als bei Katamaranen) und dazwischen wird, sobald etwas höhere Geschwindigkeiten gefordert sind, ein Luftkissen aufgeblasen. Dadurch reduziert sich der Tiefgang und es können extrem hohe Geschwindigkeiten erreicht werden.
- Die US-amerikanische Marine erprobt momentan die fünfrümpfigen Boote der M80 Stiletto-Klasse, die bei zunehmender Geschwindigkeit ein „Schaumkissen“ unter dem Rumpf bilden, das das Boot von etwa 1 m Tiefgang im Stillstand bis zu 50 cm hochhebt, wobei angeblich bis zu 50 kn erreicht werden können.